# Alfredo Castelli
Alfredo Castelli   (Milà, 26 de juny de 1947 - Milà, 7 de febrer de 2024) va ser un dibuixant i crític literari italià. Conegut sobretot per haver escrit el guio, l'any 1982, de la sèrie: Martin Mystère, publicada per Sergio Bonelli Editore amb periodicitat mensual. També va ser historiador del còmic i de la literatura popular.

## Biografia
Es va iniciar professionalment al mon del còmic l'any 1965, quan només tenia divuit anys, amb la creació del personatge de Scheletrino, sèrie de còmics d'un gènere satíric-humorístic per a la qual va editar textos i dibuixos i que es va publicar a l'annex de Diabolik, publicat per l'editorial Astorina.
Per a la mateixa editorial va desenvolupar d'altes temes i després guions per a la sèrie Diabolik. El 1966 va crear la primera revista amateur de còmics italians, Comics Club 104, un experiment que després repetirà, amb més maduresa i profunditat, en altres revistes de còmic italià, com ara Tilt. Des de 1966 també va crear nombroses historietes de Cucciolo i Tiramolla per a Edizioni Alpe i algunes de Topolino per a Mondadori. També entre els anys 1960 i 1970 Castelli va escriure els textos per a algunes sèries de televisió de la RAI i alguns caroselli de dibuixos animats.
El 1967 Castelli es va ocupar de la casa editor Universo, per a la qual va escriure episodis de Pedrito el Drito, Rocky Rider i Piccola Eva.
Per a Bonelli Editore, abans de Martin Mystère, Castelli va escriure per a Zagor (1971 i després 1976). A partir de 1976 va iniciar una col·laboració estable amb l'editorial, començant a escriure guions per a Ken Parker però sobretot per a Mister No, dels quals va escriure més de seixanta números, entre ells Destination Haití, Eldorado, Acusació d'assassinat, Intriga internacional, Cinema cruel, La ciutat del crim, Muntanyes de la Lluna i Presa del desert.
Castelli també dirigeix, crea i col·labora en nombroses revistes: a més de les esmentades Il Giornalino i Corriere dei Ragazzi, Tilt and Horror, i també a Eureka, que va dirigir juntament amb Silver durant una desena de números entre el 1983 i 1984.
Al llarg dels anys li han dedicat diverses publicacions biogràfiques per part de diverses associacions i organismes vinculats al món del còmic, entre les quals destaquen Castelli 25 (Associació Nacional d'Amics del Còmic i la Il·lustració) pels 25 anys de trajectòria,' 'Alfredo Castelli - Històries i misteris d'un gran narrador (Napoli Comicon) i Houses of Cards (A.Mys., Associació Cultural dels Nets de Martin Mystère), tots dos pel quarantè aniversari de carrera.
Alfredo Castelli va morir el matí del 7 de febrer de 2024, després d'una llarga malaltia. El funeral es va celebrar a l'església de San Pietro in Sala ; Castelli va ser portat més tard al Cementiri Monumental, i enterrat en un columbari.